# Deuteronilus Mensae
Deuteronilus Mensae es el nombre de una región en Marte de 937 km de ancho y centrada en las coordenadas 43,9 ° N 337,4 ° W. Cubre las corrdenadas 344 ° –325 ° Oeste y 40 ° –48 ° Norte. La región de Deuteronilus se encuentra justo al norte de Arabia Terra y está incluida en el cuadrángulo de Ismenius Lacus. Está a lo largo del límite de dicotomía, es decir, entre las antiguas tierras altas del sur, llenas de cráteres, y las llanuras bajas del hemisferio norte. La región contiene un terreno irregular de cima plana que puede haber sido formado por glaciares en algún momento del pasado. Deuteronilus Mensae está al oeste inmediato de Protonilus Mensae e Ismeniae Fossae. Los glaciares persisten en la región en los tiempos modernos, y se estima que al menos un glaciar se formó hace entre 100.000 y 10.000 años. La evidencia reciente del radar en el Mars Reconnaissance Orbiter ha demostrado que algunas partes de Deuteronilus Mensae contienen hielo.
Ahora se cree ampliamente que el hielo se acumuló en muchas áreas de Marte, incluido Deuteronilus Mensae, cuando la inclinación orbital del planeta era muy diferente a la actual (el eje de Marte tiene una considerable "oscilación", lo que significa que su ángulo cambia con el tiempo). Hace unos millones de años, la inclinación del eje de Marte era de 45 grados en lugar de los 25 grados actuales. Su inclinación, también llamada oblicuidad, varía mucho porque sus dos lunas diminutas no pueden estabilizarlo, como lo hace nuestra luna relativamente grande con la Tierra.
Se cree que muchas características de Marte, incluido Deuteronilus Mensae, contienen grandes cantidades de hielo. El modelo más popular para el origen del hielo es el cambio climático a partir de grandes cambios en la inclinación del eje de rotación del planeta. A veces, la inclinación ha sido incluso superior a 80 grados. Los grandes cambios en la inclinación explican muchas características ricas en hielo en Marte.
Los estudios han mostrado que cuándo el tilt de Marte logra 45 grados de su corriente 25 grados, el hielo es ya no estable en los polos. Además, en este alto tilt, tiendas de dióxido de carbono sólido (hielo seco) sublima, así aumentando la presión atmosférica.  Esto la presión aumentada deja más polvo para ser aguantado en la atmósfera.  Moisture En la atmósfera caerá tan nieve o tan el hielo congelado a granos de polvo.  Los cálculos sugieren que este material concentrará en el mid-latitudes. Modelos de circulación general del Martian la atmósfera pronostica acumulaciones de hielo-polvo rico en las mismas áreas donde hielo-las características ricas están encontradas.  
Cuándo el tilt empieza para regresar para bajar valores, el hielo sublima (vueltas directamente a un gasistas) y hojas detrás de un lag de polvo. El lag gorras de depósito el material subyacente tan con cada ciclo de alto tilt niveles, algún hielo-restos de manto rico detrás. Nota, que la capa de manto de superficie lisa probablemente representa sólo material reciente relativo.

## Suelo estampado poligonal
El suelo poligonal y con patrones es bastante común en algunas regiones de Marte. Se cree comúnmente que es causado por la sublimación del hielo del suelo. La sublimación es el cambio directo de hielo sólido a gas. Esto es similar a lo que sucede con el hielo seco en la Tierra. Los lugares de Marte que muestran un suelo poligonal pueden indicar dónde los futuros colonos pueden encontrar agua helada. El suelo modelado se forma en una capa de manto, llamada manto dependiente de la latitud, que cayó del cielo cuando el clima era diferente.

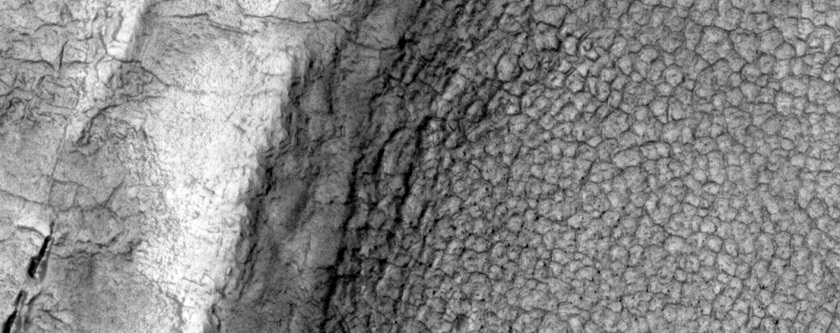
Polígonos de centro alto. La imagen es de la parte superior de un derrubio frontal en Deuteronilus Mensae. Imagen por HiRISE y su programa HiWish
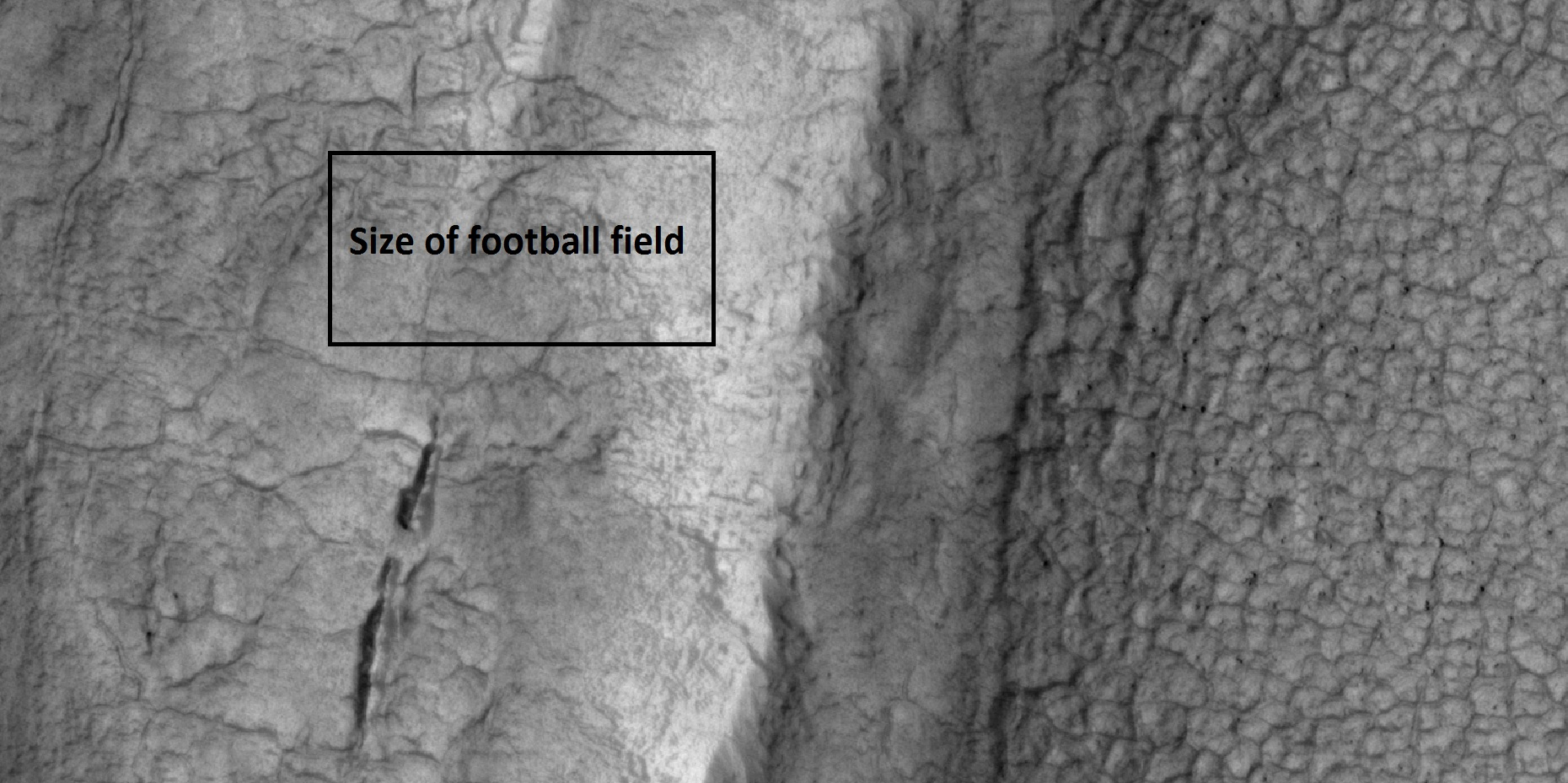
Detalle del campo de polígonos de centro alto con escala, el cuadro negro es del tamaño de un campo de fútbol
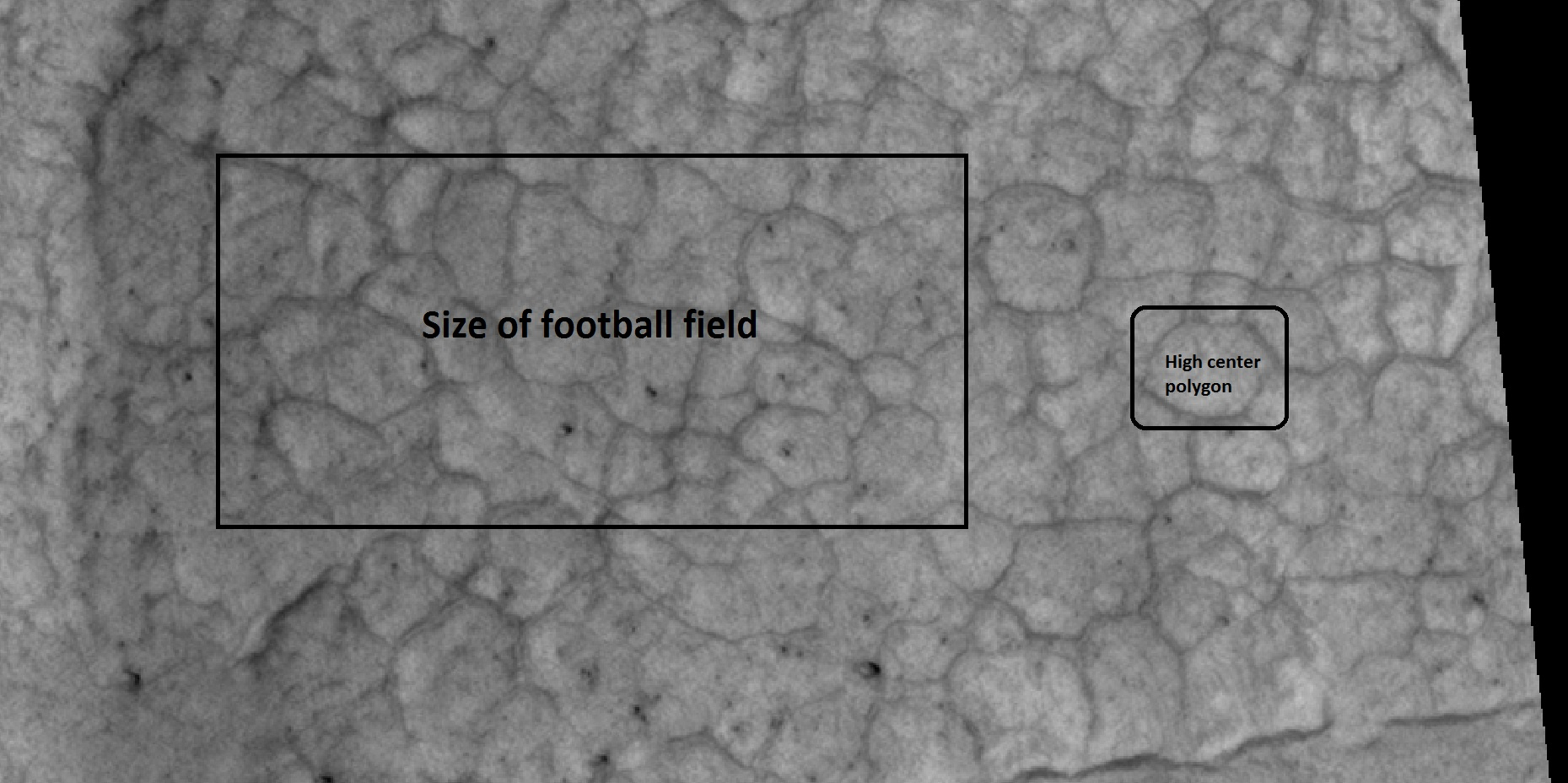
Detalle del campo de polígonos de centro alto con escala, el cuadro negro es del tamaño de un campo de fútbol
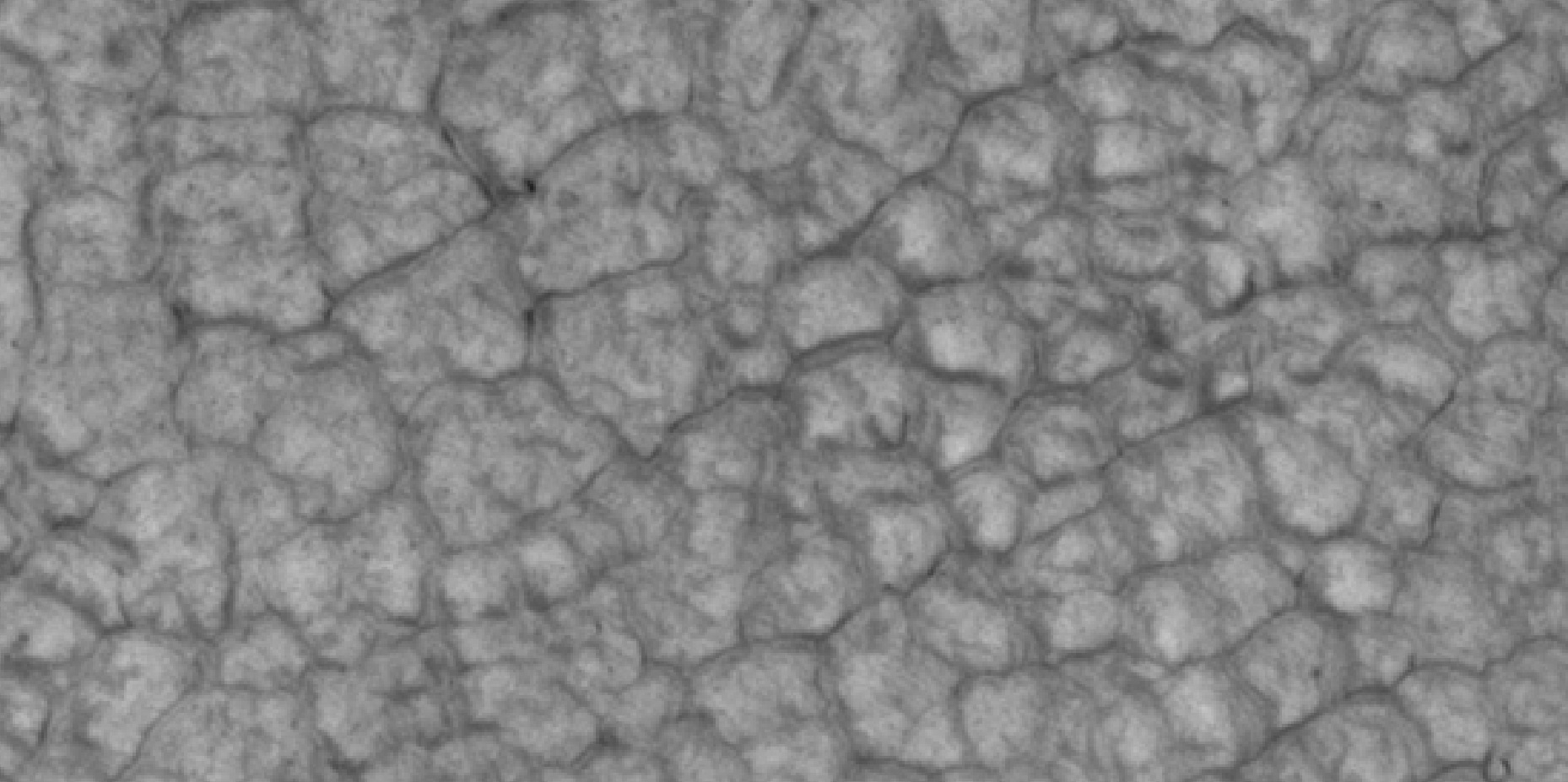
Detalle del campo de polígonos de centro alto con escala, los valles entre polígonos son fácilmente visibles en esta vista
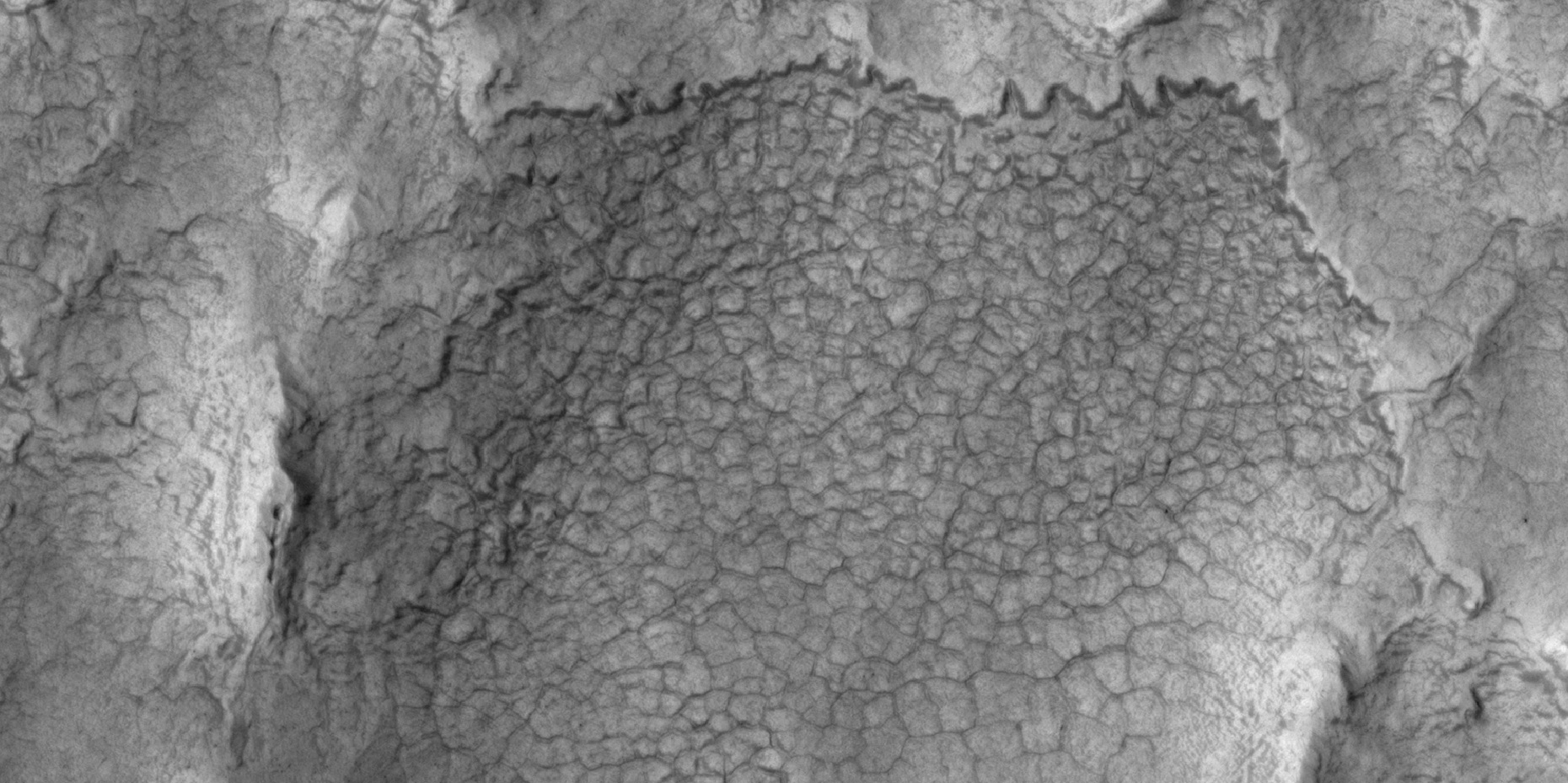
Polígonos de centro alto

## Unidad de llanuras altas
En las latitudes medias de Marte se han descubierto restos de un manto de 50 a 100 metros de espesor, llamado unidad de las llanuras superiores. Se investigó inicialmente en la región de Deuteronilus Mensae, aunque también ocurre en otros lugares del planeta. Los remanentes consisten en conjuntos de capas de inmersión en cráteres y mesetas. Los conjuntos de capas de inmersión pueden ser de varios tamaños y formas; algunos parecen pirámides aztecas de América Central.

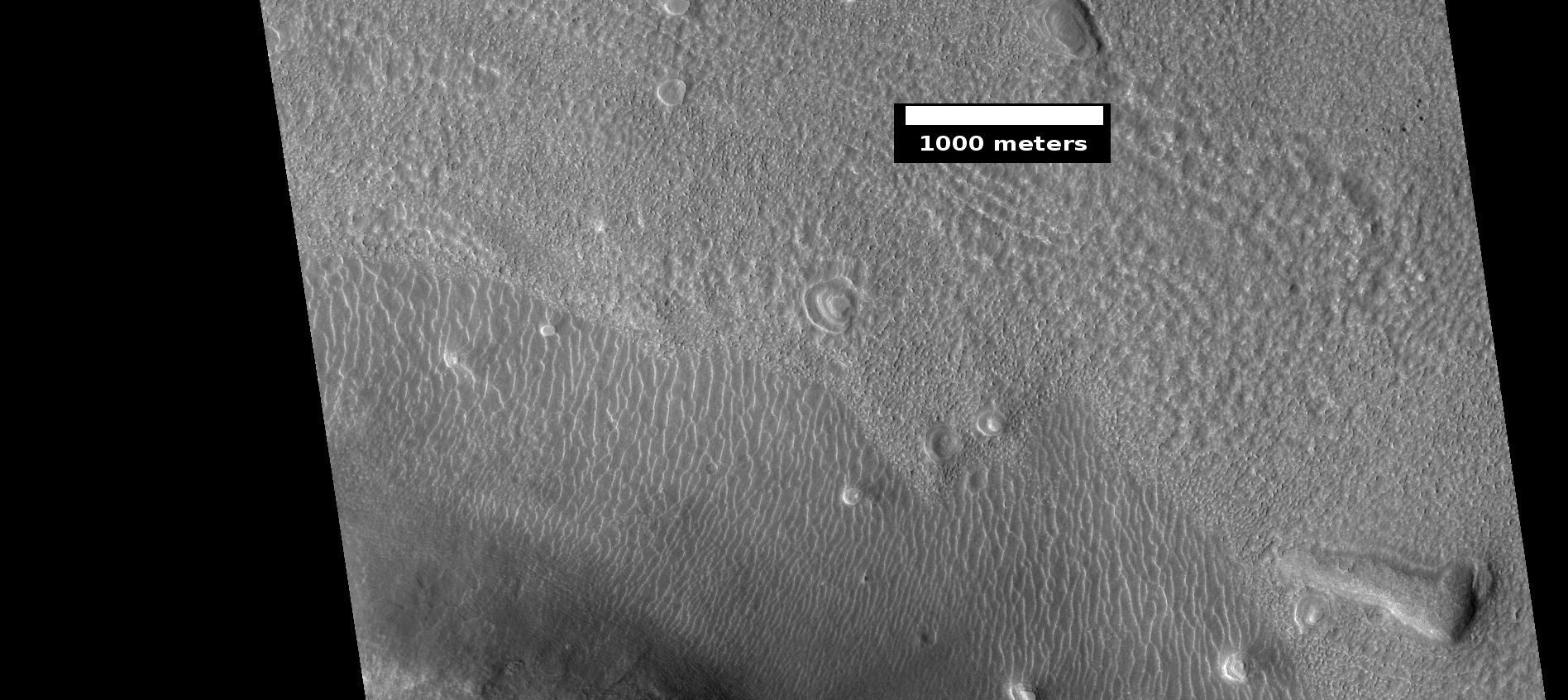
Grupo de pequeños conjuntos de capas de inmersión, imagen por HiRISE y su programa HiWish

Esta unidad también se degrada en segmentos geográficos más pequeños llamados terreno cerebral. El terreno cerebral es una región de crestas en forma de laberinto de 3-5 metros de altura. Algunas crestas pueden consistir en un núcleo de hielo, por lo que pueden ser fuentes de agua para futuros colonos.

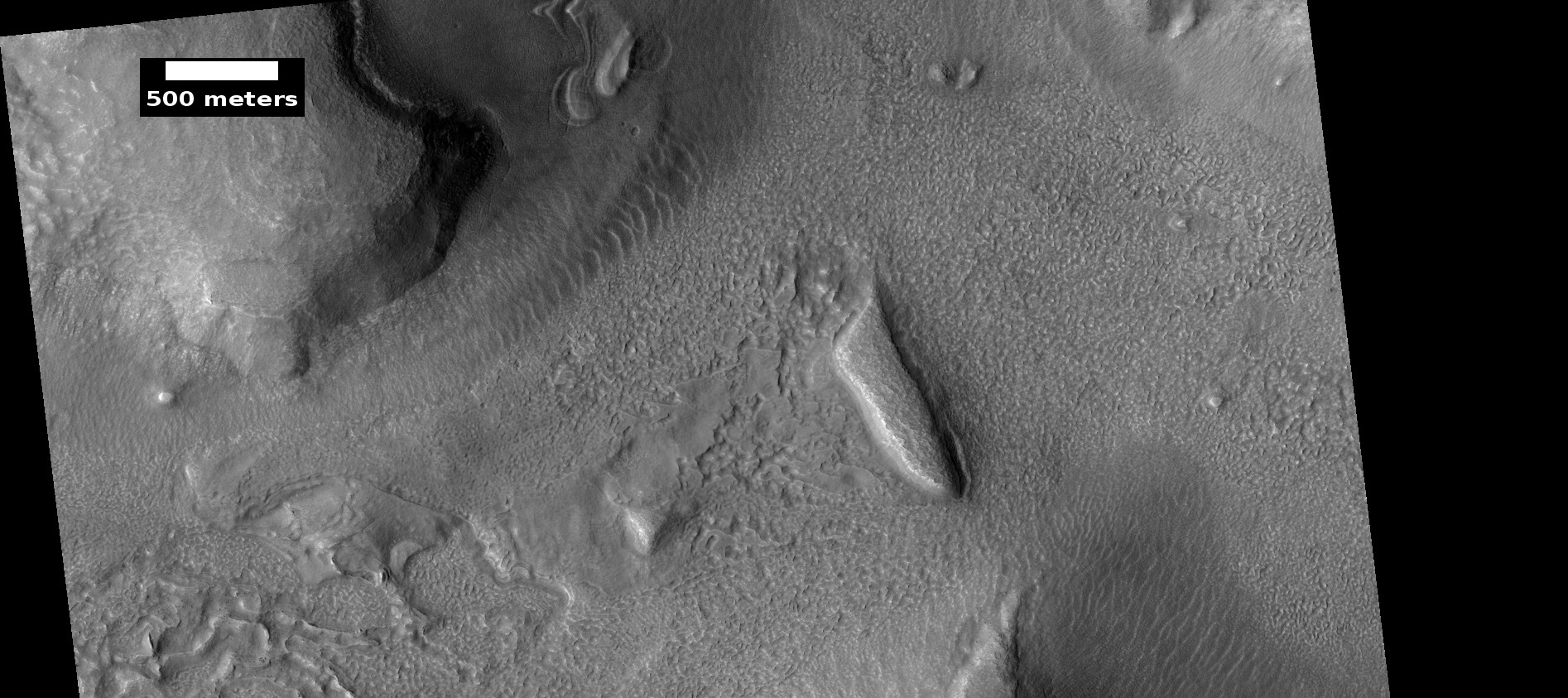
Características en capas y terreno cerebral, imaegn por HiRISE y su programa HiWish. La unidad de llanuras superiores a menudo se transforma en terreno cerebral.

Algunas regiones de la unidad de llanuras altas presentan grandes fracturas y depresiones con bordes elevados; estas regiones se denominan llanuras superiores acanaladas. Se cree que las fracturas comenzaron con pequeñas grietas debidas a tensiones. Se sugiere el estrés para iniciar el proceso de fractura, ya que las planicies superiores acanaladas son comunes cuando los delantales de escombros se juntan o cerca del borde de los delantales de escombros; tales sitios generarían tensiones de compresión. Las grietas expusieron más superficies y, en consecuencia, más hielo en el material se sublima en la delgada atmósfera del planeta. Eventualmente, las pequeñas grietas se convierten en grandes cañones o depresiones.

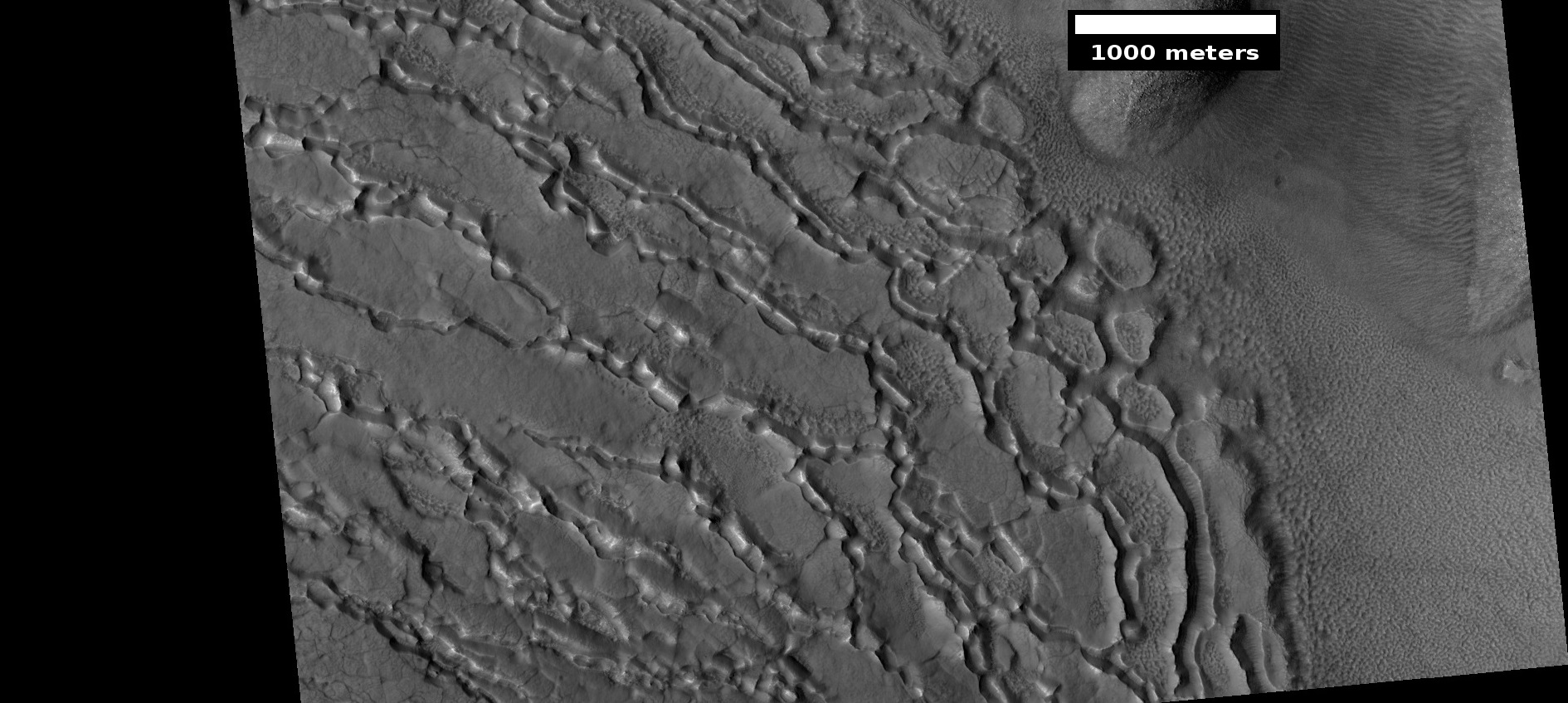
Material liso superior acanalado bien desarrollado. Estos comienzan con pequeñas grietas que se expanden a medida que el hielo se sublima de las superficies de la grieta
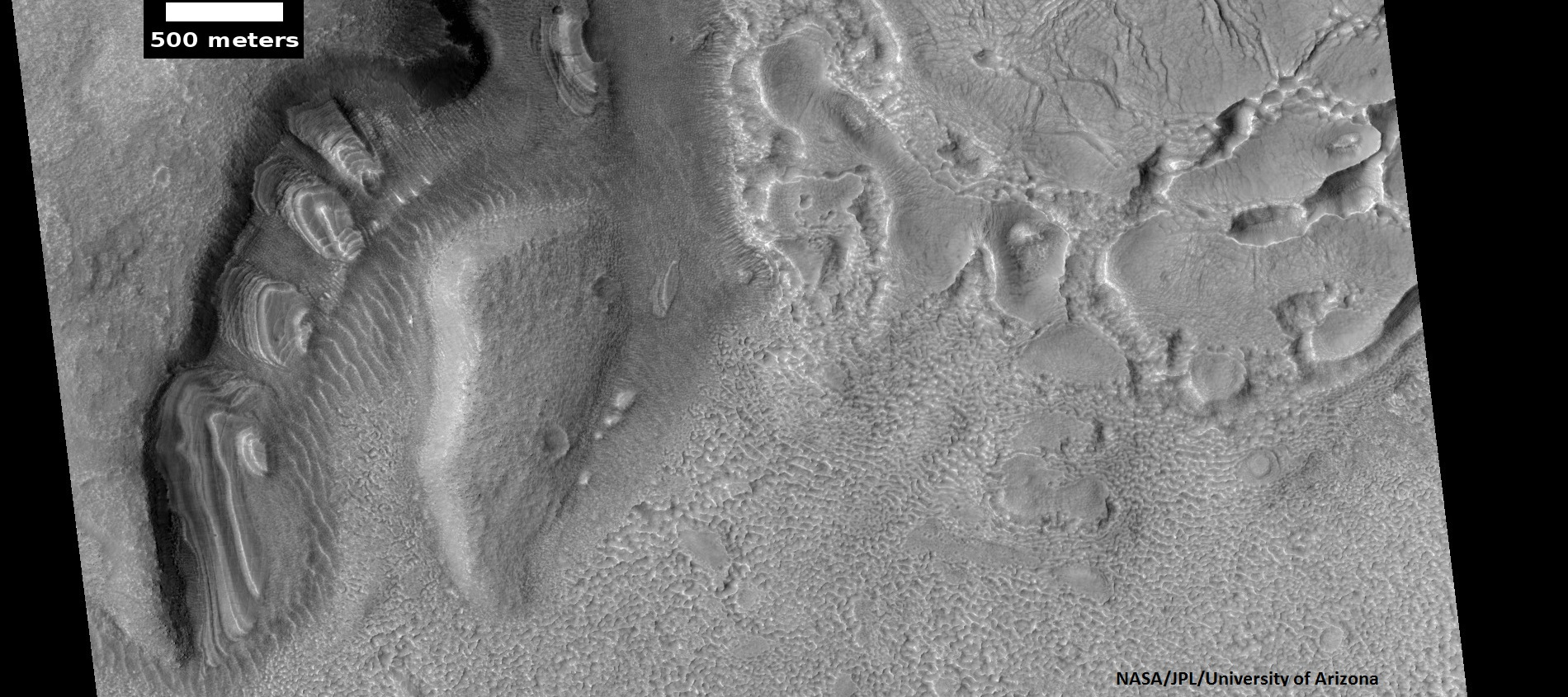
Capas de inmersión. Además, el material Ribbed Upper llanuras es visible en la parte superior derecha de la imagen. Se está formando a partir de la unidad de las llanuras superiores y, a su vez, se está erosionando en el terreno cerebral
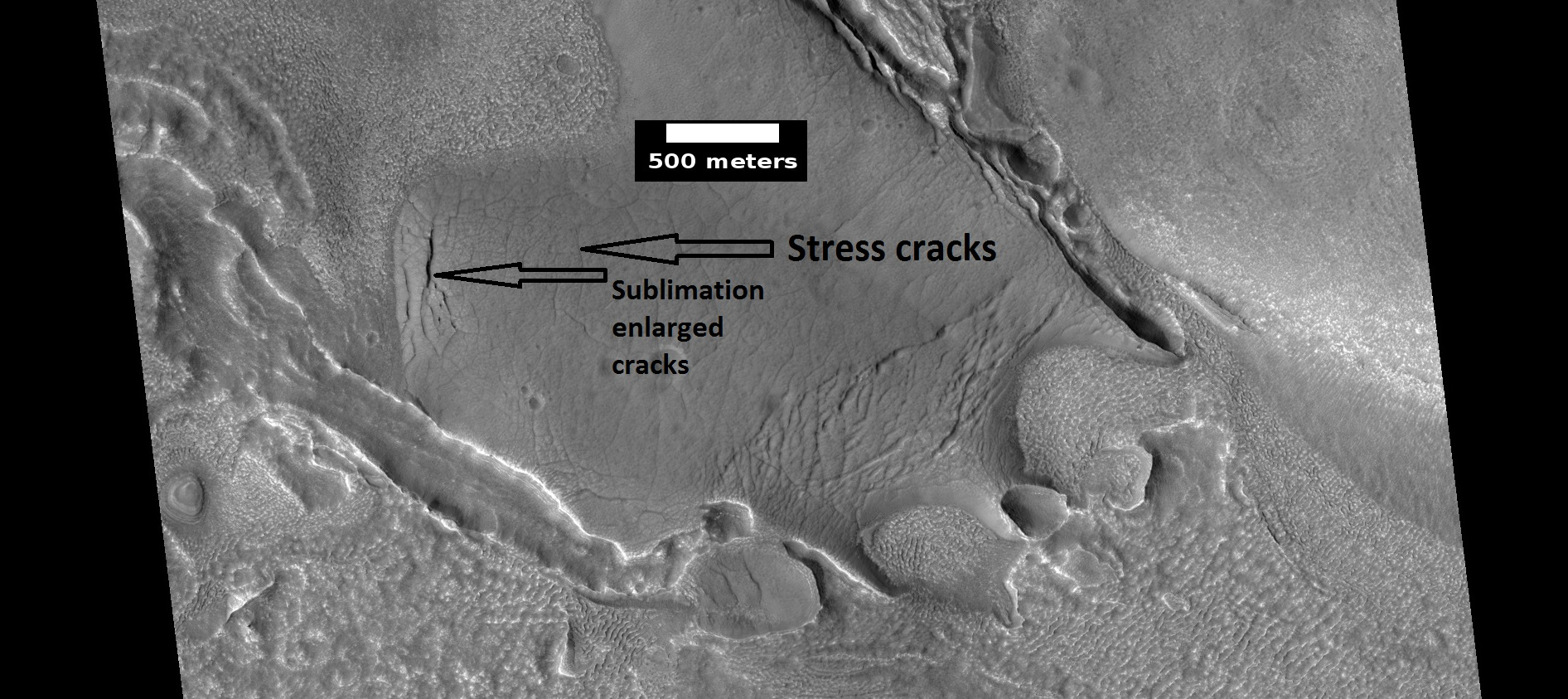
Vista de grietas por tensión y grietas más grandes que se han agrandado por sublimación. Este puede ser el comienzo de un terreno estriado
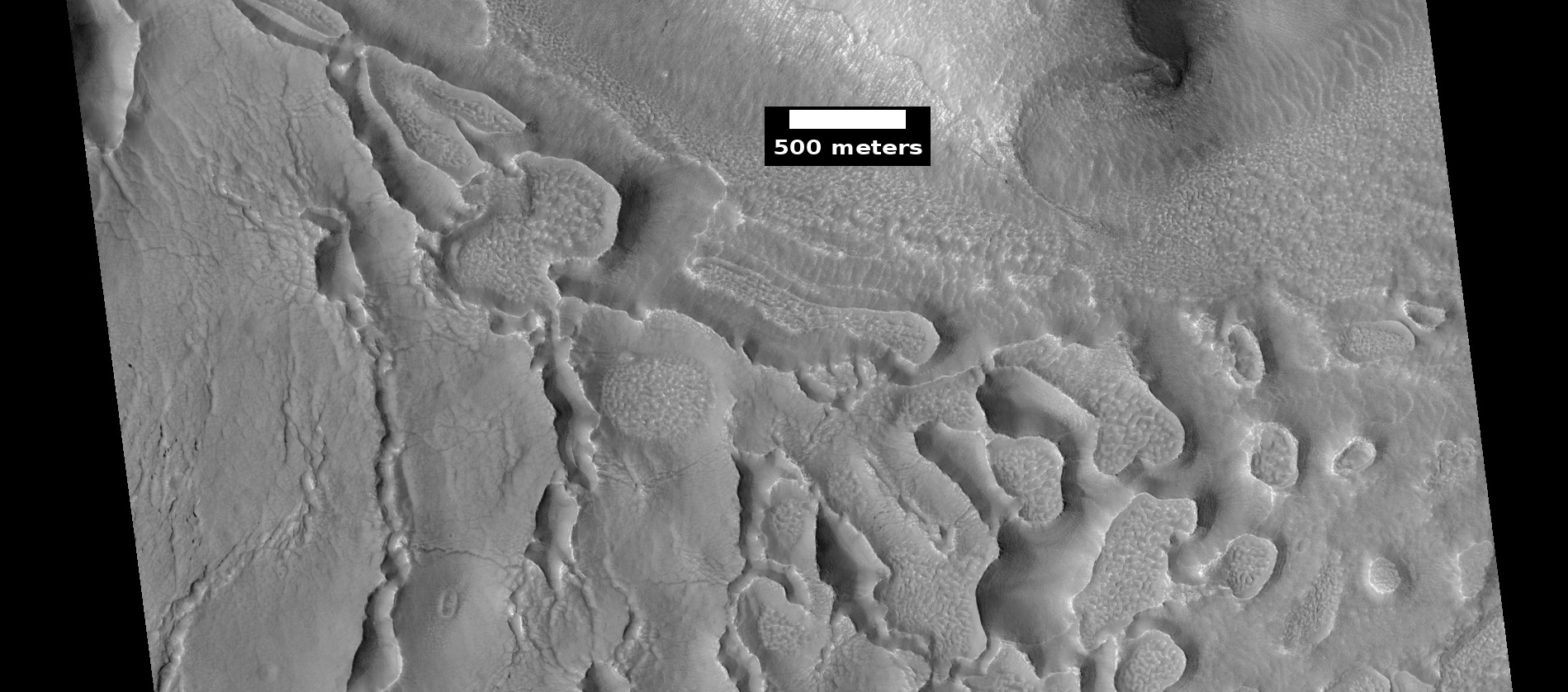
Evolución del terreno estriado a partir de grietas por tensión: las grietas a la izquierda eventualmente se agrandarán y se convertirán en terreno estriado hacia el lado derecho de la imagen
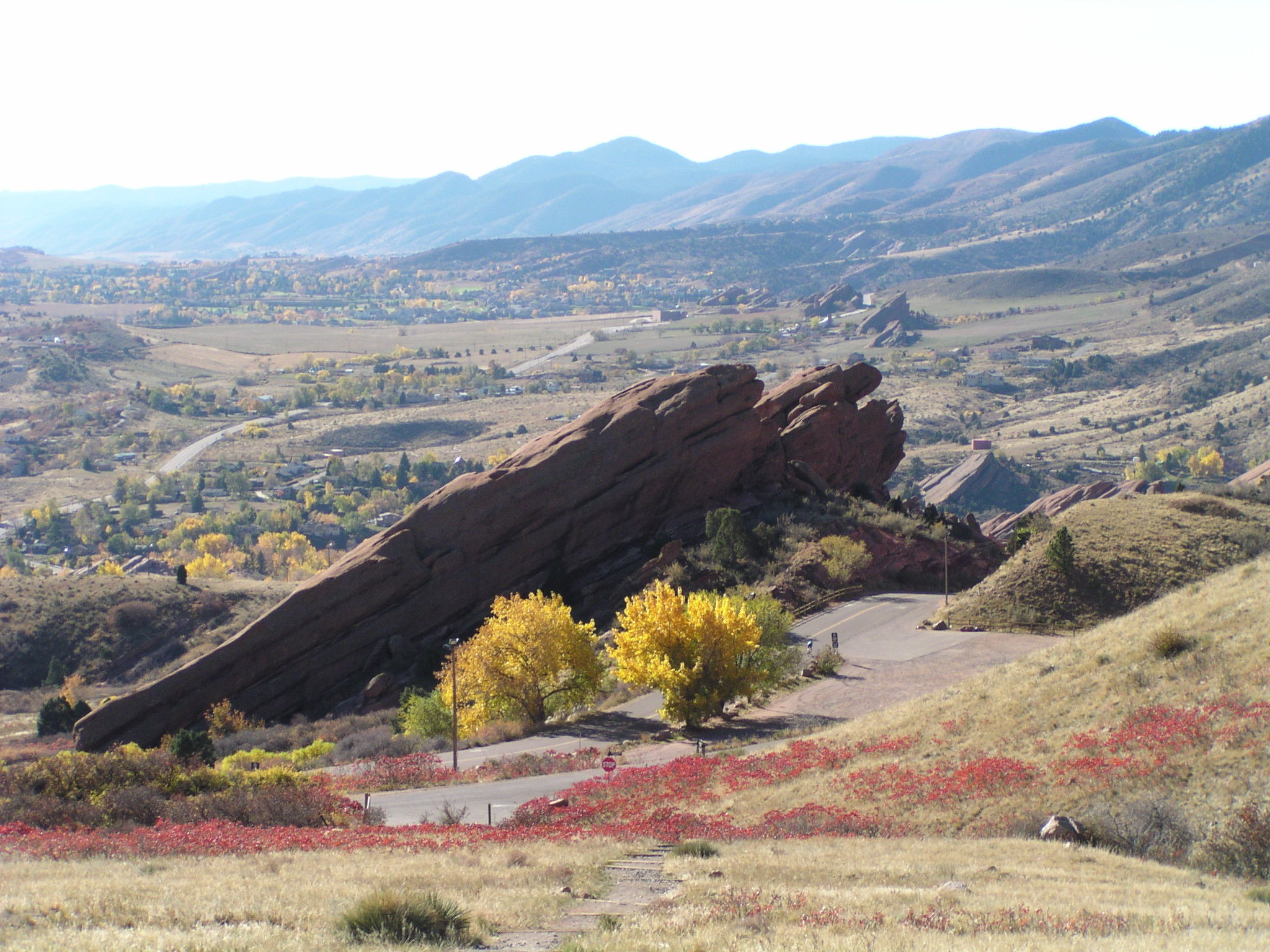
Característica en capas en Red Rocks Park, Colorado. Este tiene un origen diferente al de Marte, pero tiene una forma similar. Las características de la región de Red Rocks fueron causadas por el levantamiento de montañas

Las pequeñas grietas a menudo contienen pequeños hoyos y cadenas de hoyos; Se cree que estos se deben a la sublimación (transición de fase) del hielo en el suelo. Grandes áreas de la superficie marciana están cargadas de hielo que está protegido por una capa de polvo y otro material de un metro de espesor. Sin embargo, si aparecen grietas, una superficie nueva expondrá el hielo a la fina atmósfera. En poco tiempo, el hielo desaparecerá en la atmósfera delgada y fría en un proceso llamado sublimación (transición de fase). El hielo seco se comporta de manera similar en la Tierra. En Marte se ha observado sublimación cuando el módulo de aterrizaje Phoenix descubrió trozos de hielo que desaparecieron en unos pocos días. Además, HiRISE ha visto cráteres frescos con hielo en el fondo. Después de un tiempo, HiRISE vio desaparecer el depósito de hielo.

Los grupos del tamaño de una matriz de material brillante en la trinchera ampliada "Dodo-Ricitos de oro" desaparecieron en el transcurso de cuatro días, lo que implica que estaban compuestos de hielo que se sublimó después de la exposición solar.[36]
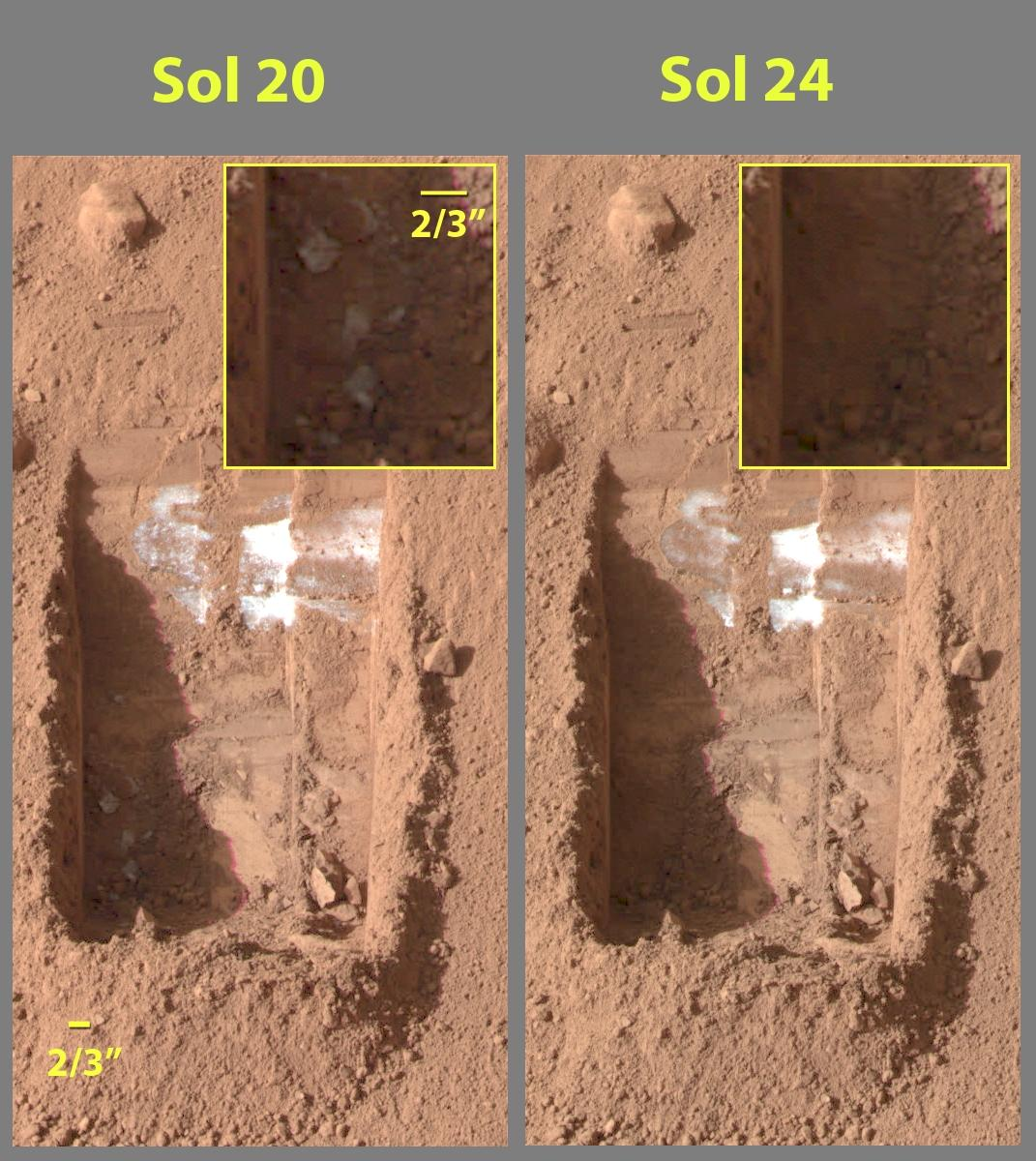
Versiones en color de las fotos que muestran sublimación de hielo, con la esquina inferior izquierda de la trinchera ampliada en las inserciones en la parte superior derecha de las imágenes

Se cree que la unidad de las llanuras altas cayó del cielo. Cubre varias superficies, como si cayera uniformemente. Como es el caso de otros depósitos del manto, la unidad de las llanuras superiores tiene capas, es de grano fino y es rica en hielo. Está muy extendido; no parece tener una fuente puntual. La apariencia de la superficie de algunas regiones de Marte se debe a cómo esta unidad se ha degradado. Es una de las principales causas de la apariencia superficial de los derrubios frontales lobulados. Se cree que las capas de la unidad de manto de las llanuras superiores y otras unidades de manto son causadas por cambios importantes en el clima del planeta. Los modelos predicen que la oblicuidad o inclinación del eje de rotación ha variado desde sus actuales 25 grados hasta quizás más de 80 grados a lo largo del tiempo geológico. Los períodos de alta inclinación harán que el hielo en los casquetes polares se redistribuya y cambie la cantidad de polvo en la atmósfera..

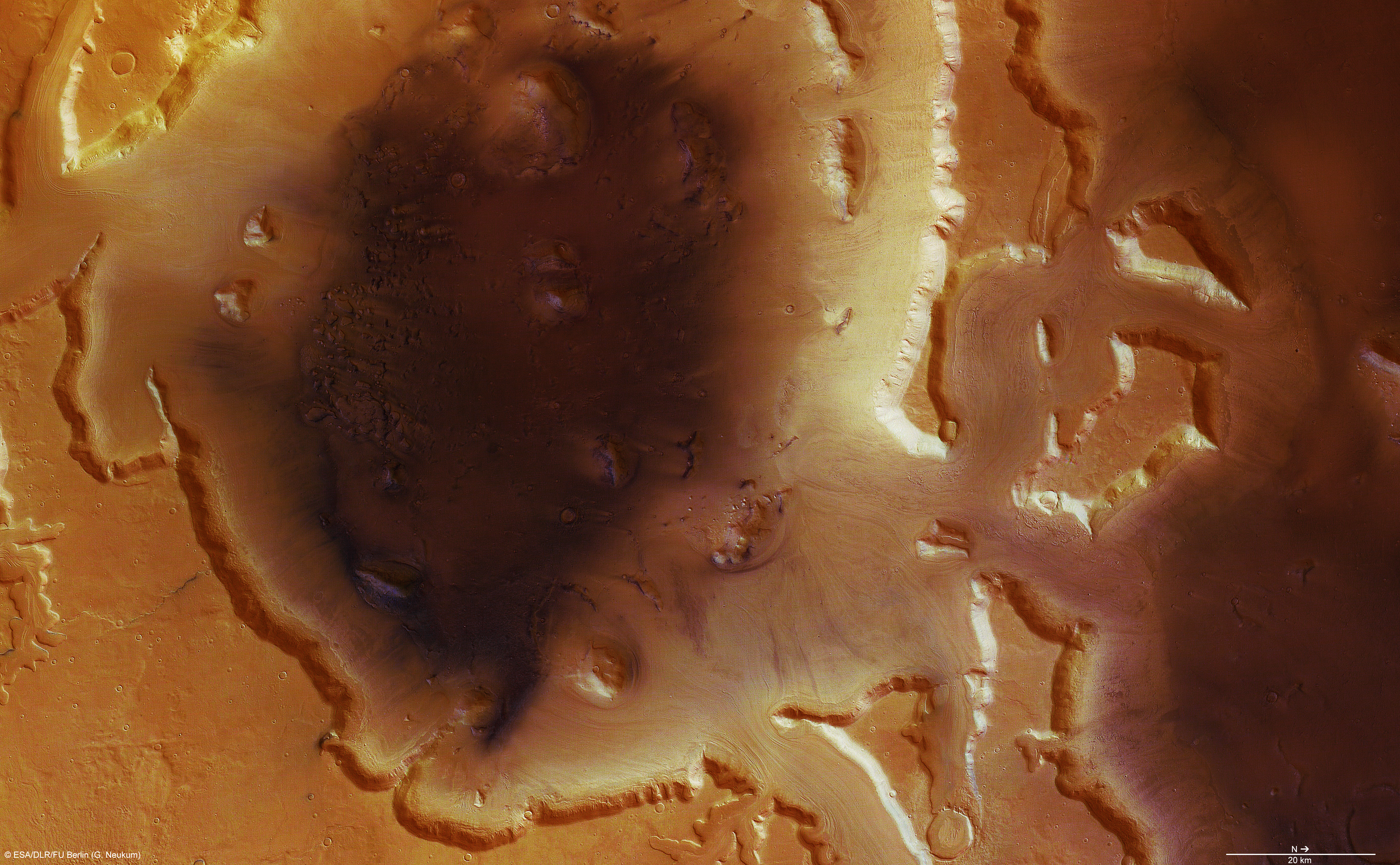
Detalle geográfico en Deuteronilus Mensae el 14 de marzo de 2005
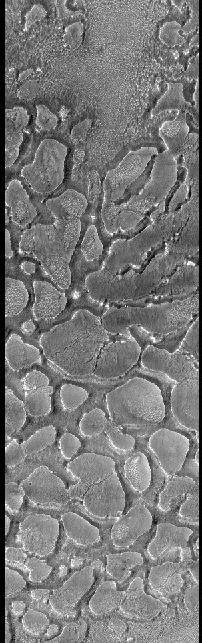
Detalle en Deuteronilus Mensae, foto por el Mars Global Surveyor
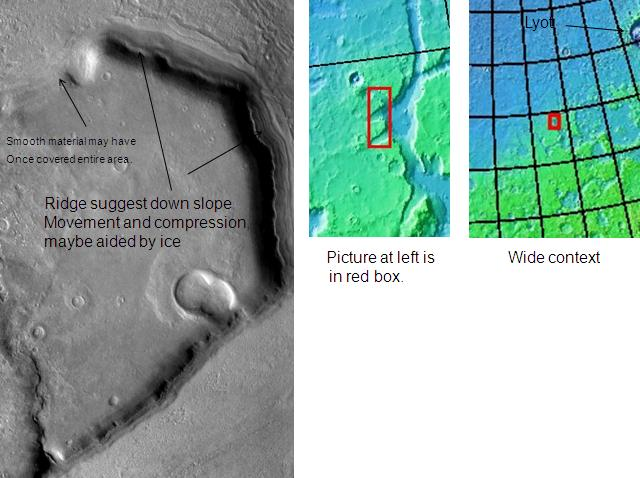
Crestas en Deuteronilus Mensae que sugieren movimiento de depósitos
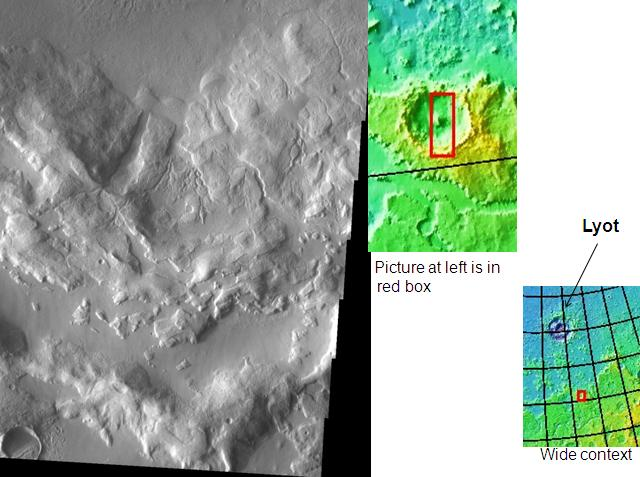
Valles pequeños en la pared de un cráter en Deuteronilus Mensae, foto por THEMIS
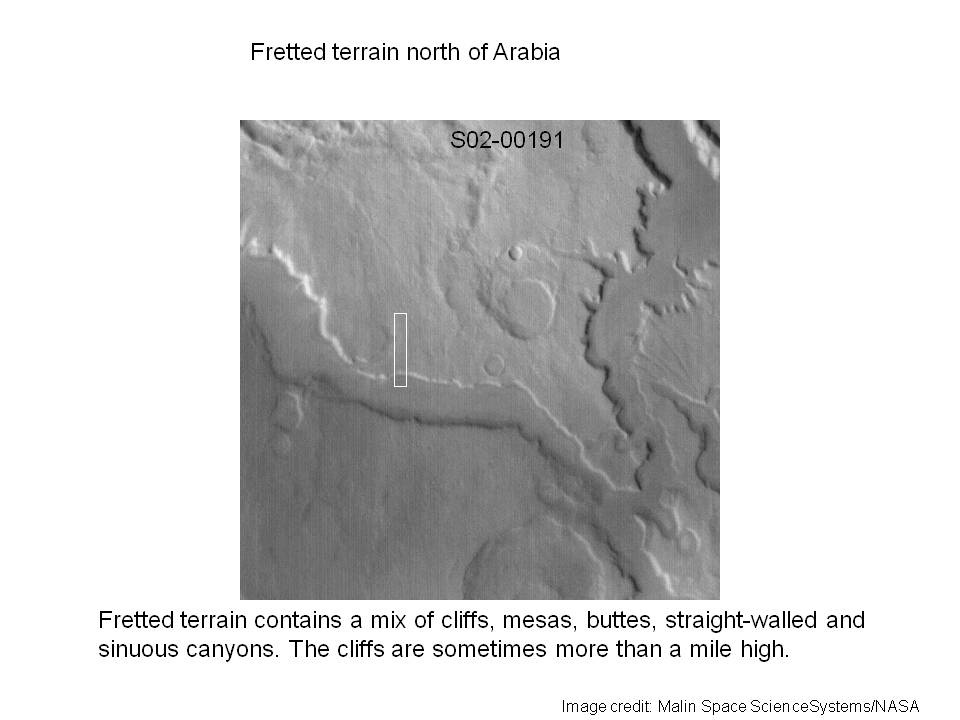
Terreno agitado en el cuadrilátero de Deuteronilus Mensae e Ismenius Lacus que muestra valles y acantilados de piso plano. Foto tomada con Mars Orbiter Camera (MOC) en el Mars Global Surveyor; foto tomada con la Cámara de Orbitador del Marte (MOC)en el Mars Global Surveyor
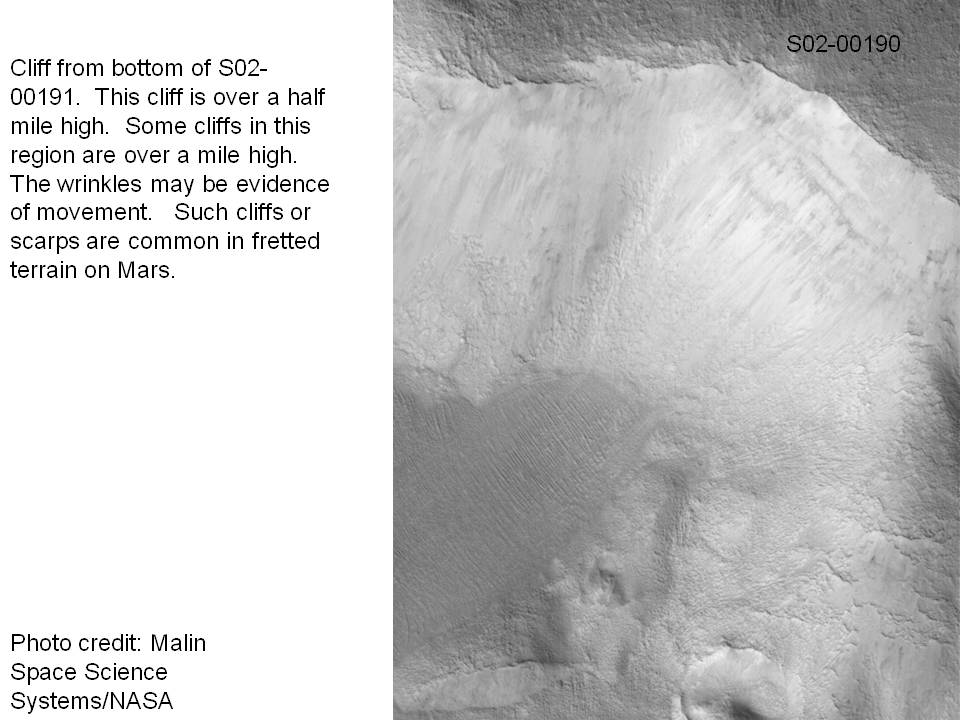
Ampliación de la foto anterior que muestra un acantilado. Foto tomada con cámara de resolución alta del Mars Global Surveyor (MGS)
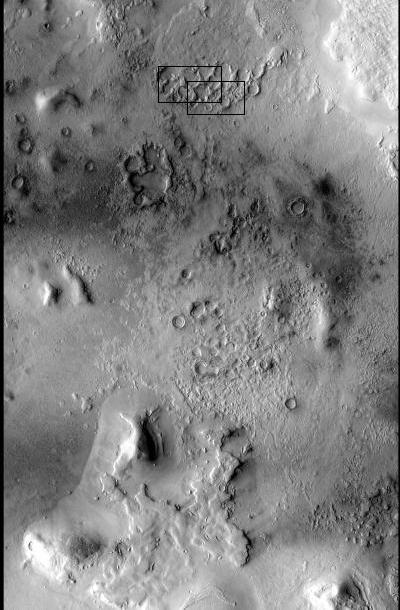
Imagen en CTX del Deuteronilus Mensae que muestra la ubicación de las dos imágenes siguientes
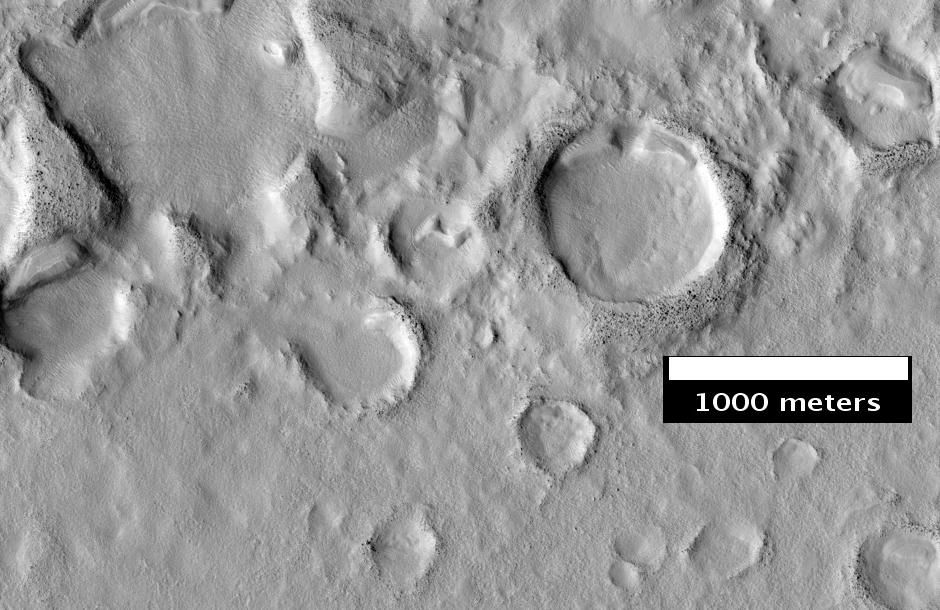
Terreno erosionado en Deuteronilus Mensae, foto tomada por HiRISE, por su programa HiWish
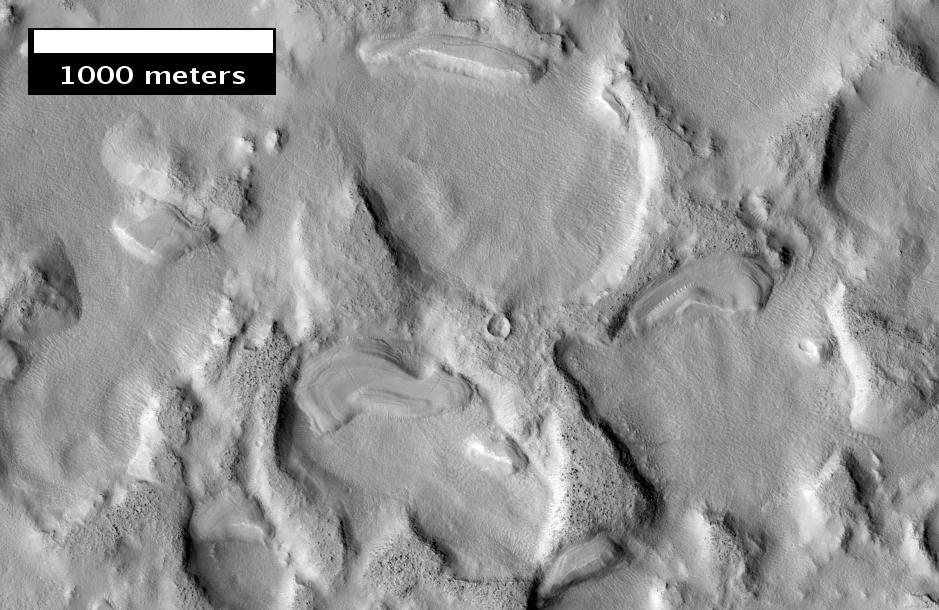
Otra vista de un terreno erosionado en Deuteronilus Mensae
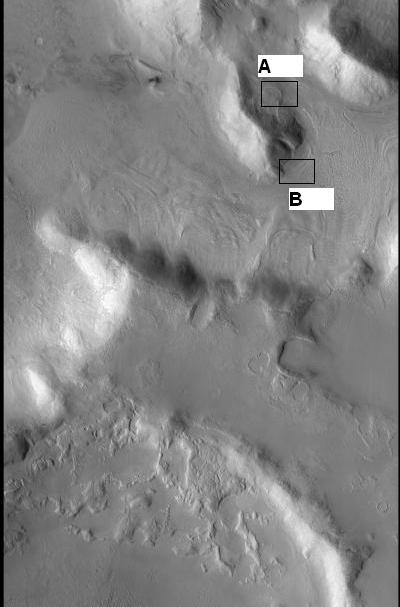
Imagen CTX que muestra la ubicación de las siguientes dos imágenes. La ubicación es el cuadrángulo Ismenius Lacus
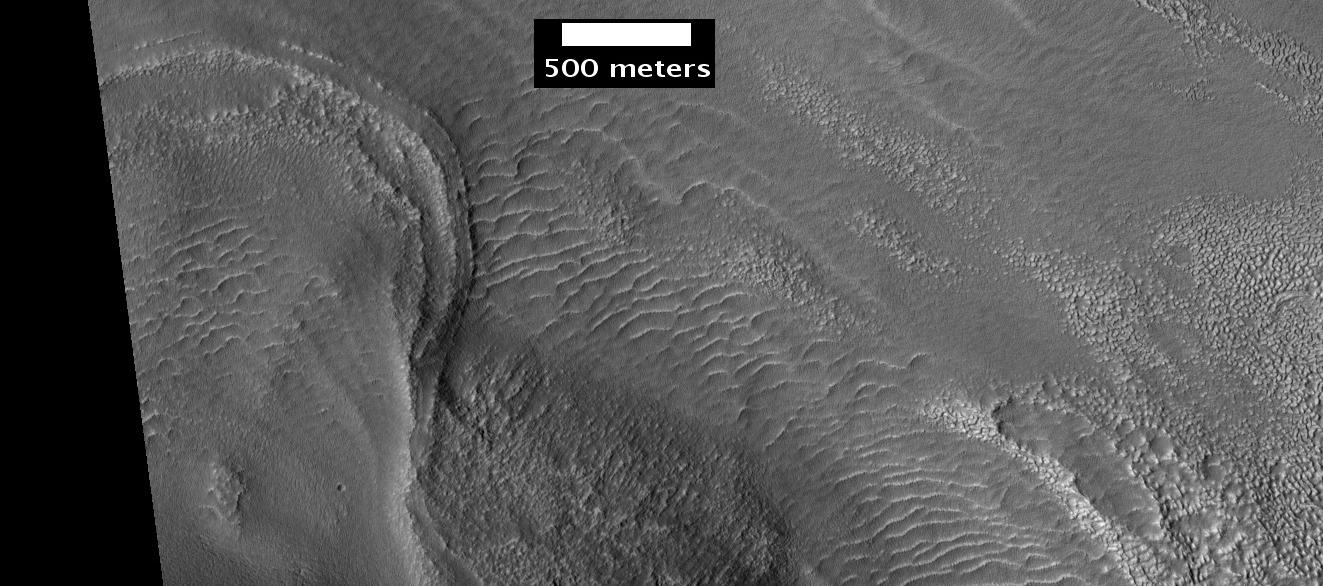
Posible morrena al final de un glaciar pasado en un montículo en Deuteronilus Mensae. La ubicación de esta imagen es el cuadro etiquetado A en la imagen anterior
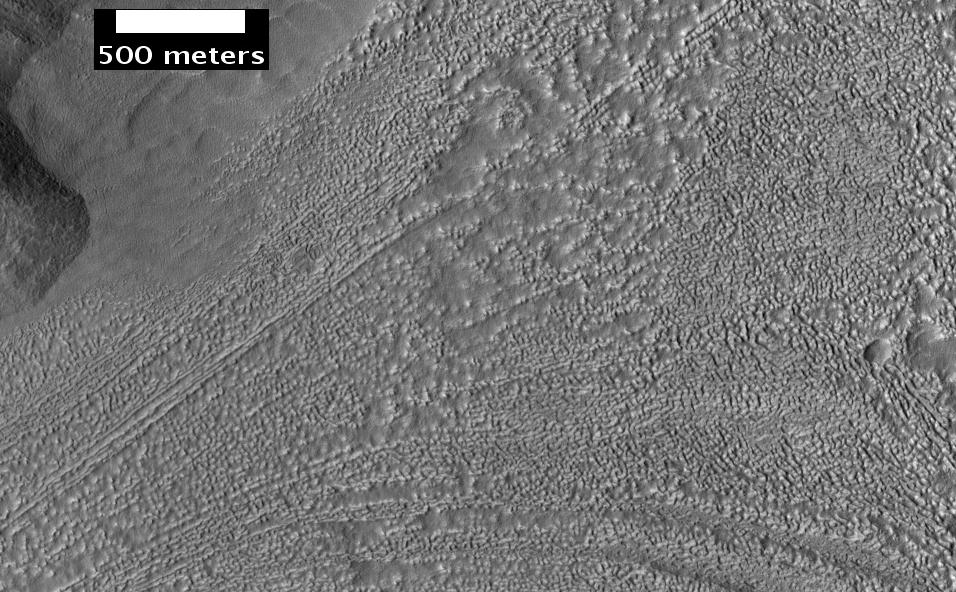
Superficie compleja alrededor del montículo en Deuteronilus Mensae. La ubicación de esta imagen está en el cuadro negro con la etiqueta B en la imagen CTX anterior
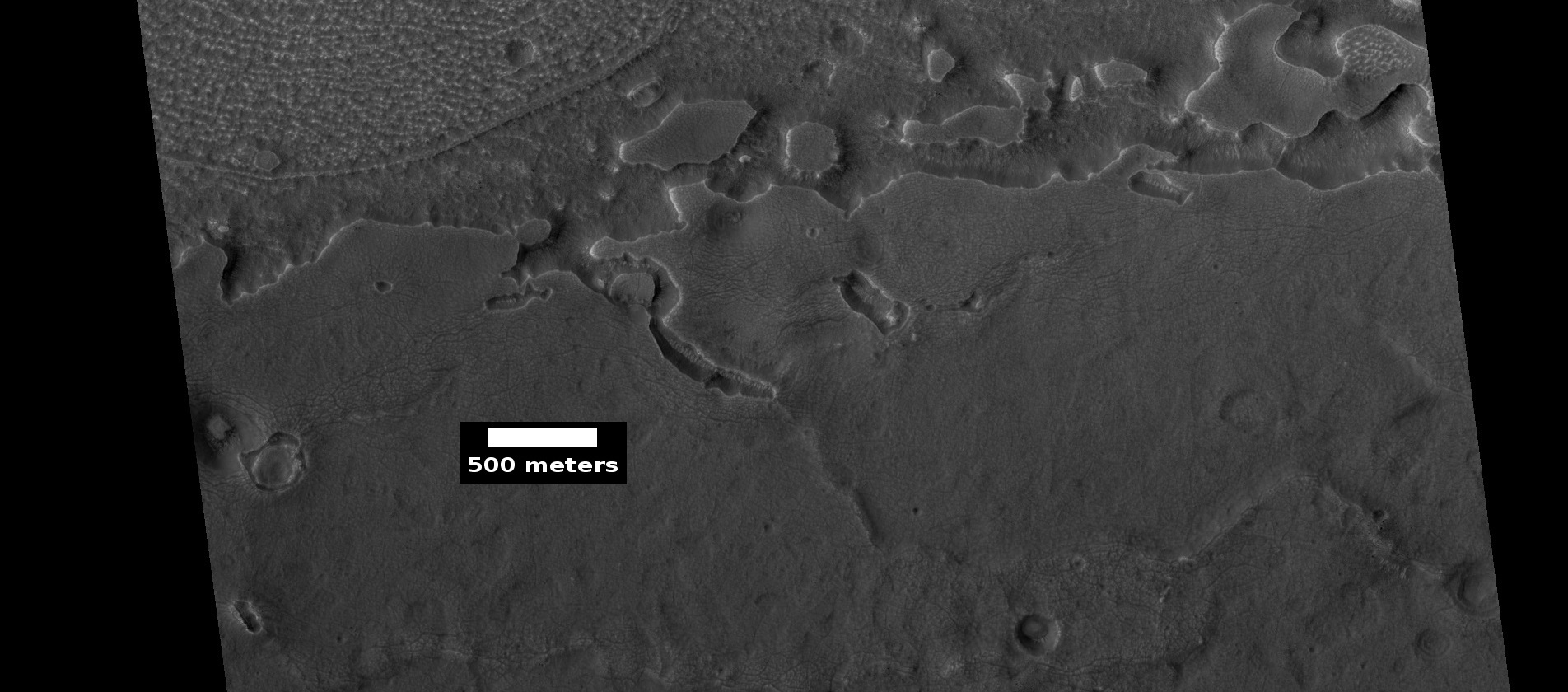
Terreno excavado en Deuteronilus Mensae
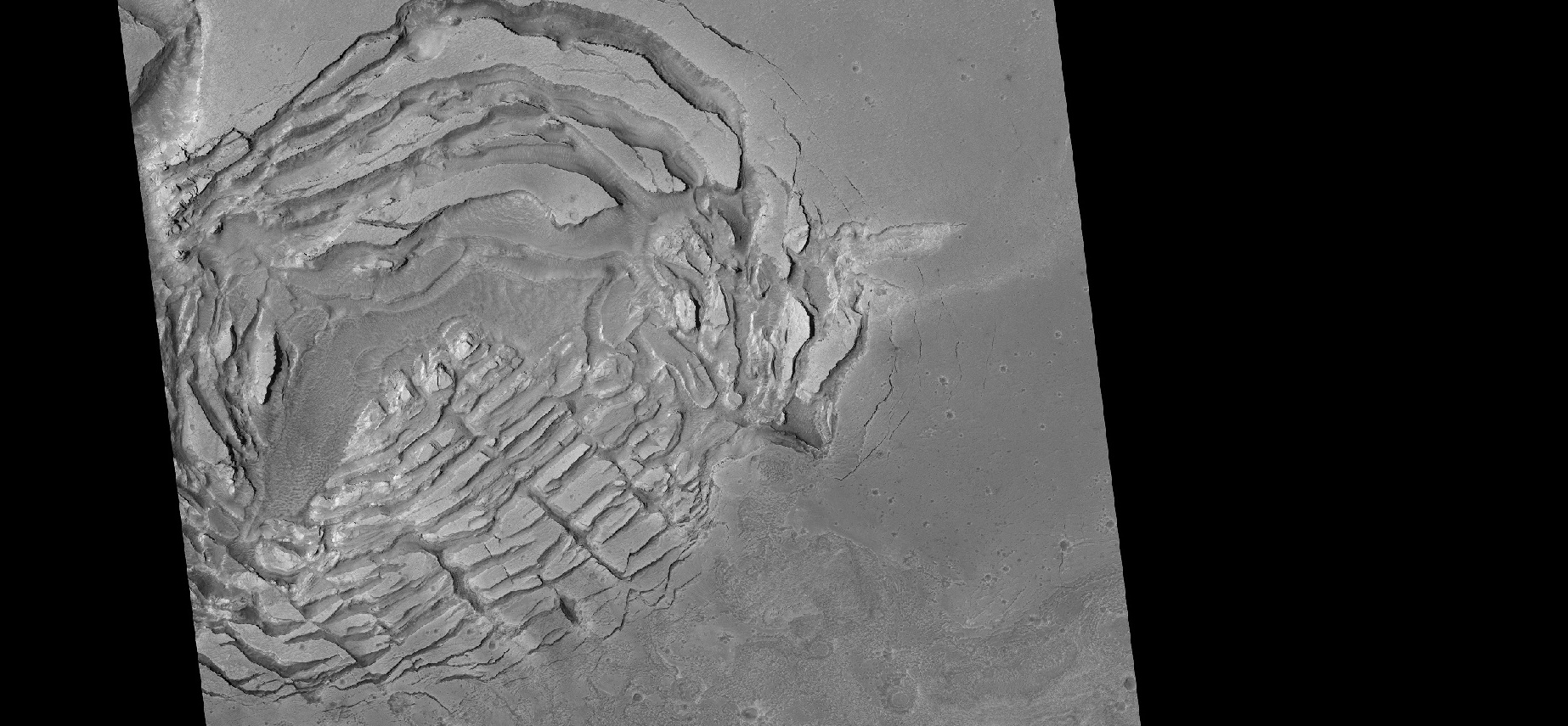
Amplio grupo de fisuras concéntricas en Deuteronilus Mensae